# Jacob Tremblay
Pour les articles homonymes, voir Tremblay.
Jacob Tremblay, né le 5 octobre 2006 à Vancouver, est un acteur canadien.
Après plusieurs rôles au cinéma, il est projeté sur le devant de la scène grâce à ses interprétations dans les films dramatiques Room de Lenny Abrahamson (2015) et Wonder de Stephen Chbosky (2017). 

## Carrière

### 2013-2018: les débuts
Jacob Tremblay commence sa carrière au cinéma très jeune. à peine âgé de sept ans il passe sa première audition pour un second rôle dans un épisode de la série Motive de Sturla Gunnarsson et dans le court-métrage The Magic Ferret d'Alison Parker.
Ces deux expériences lui plaisent et il décide de passer l'audition pour le rôle du fils de l'acteur Neil Patrick Harris et de l'actrice Jayma Mays dans le film Les Schtroumpfs 2. Le jeune Canadien a alors la chance de partager l'affiche avec deux autres grands noms du petit écran Christina Ricci et Alan Cumming. À sa sortie en salles, le film est un échec commercial et les critiques sont sévères.
En 2014, il partage l'affiche du téléfilm My Mother's Future Husband avec Rachel Hayward et Lea Thompson. Diffusé l'après-midi, le téléfilm n'est pas une grande réussite, mais il permet au jeune acteur de perfectionner son jeu et d'ajouter une nouvelle expérience à son CV.
En 2015 il connaît le succès grâce au drame Room du réalisateur Lenny Abrahamson. Dans ce long-métrage, il joue le rôle de Jack, un enfant né et retenu en captivité pendant cinq ans avec sa mère incarnée par Brie Larson. Le film est acclamé par la critique et sera nommé dans quatre catégories à la 88e cérémonie des Oscars.
Il permet à Jacob de recevoir ses premières nominations en tant qu'acteur dans de nombreux festivals et de recevoir ses premières récompenses. Le prix du Meilleur espoir à la 87e cérémonie des National Board of Review Awards lui est décerné.
Il enchaîne ensuite avec un épisode de la série The Last Man on Earth et deux longs-métrages pour le cinéma. Le premier s'intitule Burn Your Maps (en), un film d'aventure du réalisateur Jordan Roberts, dans lequel il joue le fils de Vera Farmiga. Le second, Oppression, est un thriller psychologique mené par les acteurs Naomi Watts et Charlie Heaton. Il constitue le premier drame produit par le service de streaming américain Netflix dans lequel joue Jacob. Les deux films reçoivent plutôt de bons échos de la part des critiques et atteignent des scores acceptables au box-office américain.
En 2017 il va jouer dans trois autres films. Il commence l'année en faisant partie de la distribution du film The Book of Henry de Colin Trevorrow, un autre thriller psychologique porté par Naomi Watts, qui incarne pour la seconde fois sa mère au cinéma. Il interprète le frère du personnage joué par l'acteur Jaeden Martell. Le film a reçu de bonnes critiques de la part du public américain.
Son statut d'acteur est confirmé par son personnage atteint de malformation faciale dans Wonder. Pour ce rôle, Jacob Tremblay a été contraint de se transformer totalement en passant jusqu'à deux heures de maquillage par jour. Le film lui permet notamment de donner la réplique à Owen Wilson (connu pour ses collaborations fructueuses avec le cinéaste Wes Anderson) et à Julia Roberts. Le long-métrage est unanimement acclamé par la presse. Sa performance est particulièrement reconnue par la critique et elle sonne le début du succès pour le jeune acteur canadien, qui n'est alors âgé que de 11 ans.
Il joue ensuite dans le film d'horreur The Predator, un échec critique et commercial.

### Depuis 2019: tournant cinématographique
L'année 2019 est certainement l'une des plus prolifiques pour Jacob Tremblay. Après avoir prêté sa voix à un épisode de la série animée Harley Quinn, le jeune acteur fait partie du très attendu premier long-métrage en langue anglaise du réalisateur québécois Xavier Dolan.
Dans Ma vie avec John F. Donovan, il incarne Rupert Turner, un jeune garçon perdu dans sa vie et passionné par le septième art, en particulier par un célèbre acteur joué par Kit Harington, à qui il écrit des lettres. Pour ce premier long-métrage en langue anglaise, Xavier Dolan réunit une distribution prestigieuse de stars hollywoodiennes. En dehors des acteurs principaux, le film compte Natalie Portman, Susan Sarandon, Thandiwe Newton, Kathy Bates, Ben Schnetzer, ou encore Jessica Chastain (coupée au montage).
Après avoir été présenté au Festival de Toronto, le film se révèle un demi-échec commercial et la critique reste très partagée sur la qualité de cette œuvre. Il n'est par conséquent pas distribué aux États-Unis. Malgré tout, la popularité de Jacob Tremblay s'accroît grâce à sa performance.
Il enchaîne avec le tournage d'une comédie nommée Good Boys, qui revient sur le début de l'adolescence et la découverte de la sexualité chez les jeunes y tient le premier rôle aux côtés du hockeyeur professionnel Matt Ellis.
Il fait ensuite une brève apparition dans le film d'horreur Doctor Sleep, adaptation du roman éponyme de Stephen King. aux côtés d'Ewan McGregor et Rebecca Ferguson. Il est ensuite sélectionné par Rob Marshall (figure de proue du nouvel âge d'or de la comédie-musicale au cinéma, depuis 2000), le réalisateur de Chicago et du film Le Retour de Mary Poppins, pour reprendre le rôle de Polochon dans le remake de La Petite Sirène.
Pour sa première incursion dans l'univers Disney, Jacob Tremblay côtoie Javier Bardem, Melissa McCarthy, Awkwafina et les stars montantes Jonah Hauer-King et Halle Bailey, pour qui l'incarnation du rôle principal marque la première apparition au cinéma. 

## Filmographie

### Cinéma

#### Années 2010
- 2013 : Les Schtroumpfs 2 (The Smurfs 2) de Raja Gosnell : Blue Winslow
- 2015 : Room de Lenny Abrahamson : Jack Newsome
- 2016 : Burn Your Maps de Jordan Roberts : Wes Firth
- 2016 : Oppression (Shut In) de Farren Blackburn : Tom
- 2017 : Ne t'endors pas (Before I Wake) de Mike Flanagan : Cody
- 2017 : The Book of Henry de Colin Trevorrow : Peter Carpenter
- 2017 : Wonder de Stephen Chobsky : August Pullman
- 2018 : The Predator de Shane Black : Rory McKenna
- 2019 : Ma vie avec John F. Donovan de Xavier Dolan : Rupert Turner, à 11 ans
- 2019 : Good Boys de Gene Stupnitsky : Max
- 2019 : Doctor Sleep de Mike Flanagan : Bradley Trevor

#### Années 2020
- 2021 : Luca (Luca Paguro) d'Enrico Casarosa : Luca Paguro (voix)
- 2022 : The Toxic Avenger de Macon Blair
- 2023 : La Petite Sirène (Little Mermaid) de Rob Marshall : Polochon (voix)
- 2024 : The Life of Chuck de Mike Flanagan : Charles "Chuck" Krantz adolescent / Brian, le fils de Chuck
- 2025 : Sovereign de Christian Swegal : Joe Kane

### Courts-métrages
- 2013 : The Magic Ferret d'Alison Parker : Sam
- 2015 : Gord's Brother de Jeremy Lutter : Gord, jeune

### Télévision
- 2013 : Motive de Sturla Gunnarsson : Riley Stanwyck (épisode Vengeance)
- 2014 : My Mother's Future Husband de George Erschbamer : Riley Stanwyck (téléfilm)
- 2016 : The Last Man on Earth de John Solomon : Phil jeune (épisode Noir complet)
- 2019 : Harley Quinn : Damian Wayne / Robin (voix)
- 2019 : The Twilight Zone : Oliver Foley (épisode 5 : Le Prodige)

### Clip vidéo
- 2020 :  Lonely de Justin Bieber & Benny Blanco : Justin Bieber (jeune)

## Awards and nominations
| Year | Award                                         | Category                               | Work | Result    | Ref    |
| ---- | --------------------------------------------- | -------------------------------------- | ---- | --------- | ------ |
| 2015 | Austin Film Critics Association               | Best Actor                             | Room | Nominated | [ 2 ]  |
| 2015 | Austin Film Critics Association               | Breakthrough Artist Award              | Room | Won       | [ 2 ]  |
| 2015 | Awards Circuit Community                      | Best Actor in a Leading Role           | Room | Nominated | [ 3 ]  |
| 2015 | Chicago Film Critics Association              | Most Promising Performer               | Room | Won       | [ 4 ]  |
| 2015 | Detroit Film Critics Society                  | Best Supporting Actor                  | Room | Nominated | [ 5 ]  |
| 2015 | Detroit Film Critics Society                  | Best Breakthrough Performance          | Room | Nominated | [ 5 ]  |
| 2015 | Florida Film Critics Circle                   | Pauline Kael Breakout Award            | Room | Nominated | [ 6 ]  |
| 2015 | Indiana Film Journalists Association          | Best Actor                             | Room | Won       | [ 7 ]  |
| 2015 | Las Vegas Film Critics Society                | Youth in Film                          | Room | Won       | [ 8 ]  |
| 2015 | National Board of Review                      | Breakthrough Performance               | Room | Won       | [ 9 ]  |
| 2015 | Nevada Film Critics Society                   | Best Youth Performance                 | Room | Won       | [ 10 ] |
| 2015 | Phoenix Critics Circle                        | Best Supporting Actor                  | Room | Nominated | [ 11 ] |
| 2015 | Phoenix Film Critics Society                  | Best Performance by a Youth            | Room | Won       | [ 12 ] |
| 2015 | Phoenix Film Critics Society                  | Breakthrough Performance               | Room | Nominated | [ 12 ] |
| 2015 | San Diego Film Critics Society                | Best Actor                             | Room | Nominated | [ 13 ] |
| 2015 | San Diego Film Critics Society                | Breakthrough Artist                    | Room | Won       | [ 13 ] |
| 2015 | Vancouver Film Critics Circle                 | Best Actor in Canadian Film            | Room | Won       | [ 14 ] |
| 2015 | Village Voice Film Poll                       | Best Supporting Actor                  | Room | Nominated | [ 15 ] |
| 2015 | Washington D.C. Area Film Critics Association | Best Youth Performance                 | Room | Won       | [ 16 ] |
| 2016 | Central Ohio Film Critics Association         | Best Actor                             | Room | Nominated | [ 17 ] |
| 2016 | Central Ohio Film Critics Association         | Breakthrough Film Artist               | Room | Nominated | [ 17 ] |
| 2016 | Critics' Choice Movie Awards                  | Best Young Actor/Actress               | Room | Won       | [ 18 ] |
| 2016 | Dorian Awards                                 | Rising Star of the Year                | Room | Nominated | [ 19 ] |
| 2016 | Georgia Film Critics Association              | Best Supporting Actor                  | Room | Nominated | [ 20 ] |
| 2016 | Georgia Film Critics Association              | Breakthrough Award                     | Room | Nominated | [ 20 ] |
| 2016 | Gold Derby Film Awards                        | Best Lead Actor                        | Room | Nominated | [ 21 ] |
| 2016 | Gold Derby Film Awards                        | Best Breakthrough Performer            | Room | Nominated | [ 21 ] |
| 2016 | International Cinephile Society               | Best Actor                             | Room | Nominated | [ 22 ] |
| 2016 | Irish Film & Television Academy               | Best International Actor               | Room | Nominated | [ 23 ] |
| 2016 | Online Film and Television Association        | Best Youth Performance                 | Room | Won       | [ 24 ] |
| 2016 | Online Film and Television Association        | Best Breakthrough Performance: Male    | Room | Won       | [ 24 ] |
| 2016 | Satellite Awards                              | Breakthrough Performance Award         | Room | Won       | [ 25 ] |
| 2016 | Screen Actors Guild Awards                    | Outstanding Actor in a Supporting Role | Room | Nominated | [ 26 ] |

## Voix francophones
En France, Aloïs Agaësse-Mahieu est la voix régulière de Jacob Tremblay.